# A Pocket Full of Rye
A Pocket Full of Rye (Cem Gramas de Centeio ou Um Punhado de Centeio, no Brasil / Centeio que mata (1966) ou Um punhado de centeio (2006), em Portugal) é um romance policial de Agatha Christie, publicado em 1953. O livro conta com a participação da detetive amadora Miss Marple.

## Sinopse
Numa manhã, Rex Fortescue, um aparentemente saudável homem de negócios, sofre um ataque misterioso enquanto tomava chá e morre pouco depois de ser socorrido. Em seu bolso, um punhado de grãos de centeio que ninguém entende o que fazem ali. 
As suspeitas óbvias são as pessoas presentes durante o café da manhã: a segunda esposa do morto, Adele; a filha caçula do primeiro casamento, Elaine e a esposa do filho primogênito Percival, Jennifer. Porém reviravoltas e informações surgidas depois podem tornar a lista de suspeitos mais confusa: Adele tem um amante; Elaine quer casar com um rapaz que o pai não aprovava; Lance, o filho do meio, volta de viagem e tem um histórico de brigas com o pai e o irmão mais velho; e Percy não aprovava os desmandos do pai na empresa da família. Até os empregados parecem ter segredos, e ninguém na casa faz questão de esconder seu desagrado pelo falecido.
O Inspetor Neele conduz a investigação oficial, mas quando rapidamente dois outros assassinatos se seguem, é Miss Marple, que se interessa pelo caso ao ver as manchetes de jornal, quem o coloca na trilha certa.